# Larissa Lagzdins
Larissa Lagzdins (ur. 26 listopada 1984 r. w Ottawie) – kanadyjska wioślarka.

## Osiągnięcia
- Mistrzostwa Świata U-23 – Amsterdam 2005 – czwórka bez sternika – 4. miejsce[1].
- Mistrzostwa Świata U-23 – Hazewinkel 2006 – ósemka – 7. miejsce[1].
- Mistrzostwa Świata – Poznań 2009 – ósemka – 6. miejsce[1].